# ホタルイ属 (広義)
ホタルイ属(Scirpus)は、カヤツリグサ科に属する分類群のひとつである。ホタルイ、アブラガヤ、ウキヤガラなど、さまざまな姿のものがある。細分される事も多いが、広く取る考えもある。ここでは広義のそれについて述べる。

## 特徴
ホタルイ属には多くの種が含まれる。属の範囲についてはいくつか説があるが、広く取った場合、植物体の姿にはさまざまなものがあり、根元から発達した多数の葉を出し、花茎を延ばして小穂をつけるもの、根元に少数の葉をもち、花茎の途中や先端にも葉をもつもの、ほとんど葉をもたず、イグサのように花茎だけが束になって出るものなどがある。また、地下茎もごく短いものから、長く横に這うもの、地下に塊茎をもつものもある。ここでは佐竹他(1982)の体系に沿って説明する。
共通の特徴は小穂の構造で、以下のような特徴を持つ。
- すべて両性花であること、つまりどの花にも雄しべと雌しべがあること。
- 小穂は多数花、つまり数個以上の多くの花がふくまれること。
- 鱗片は螺旋に配列すること。
- 雄しべと雌しべのほかに、針状の付属物を6-8本持つこと。

この付属物は、花被に由来するものと考えられる。多くのものでは細い針状で、長さは果実の長さ前後、たいていは鱗片の中に収まっていて、はがさないと見えない。一部には花が咲いた後にこの部分が伸びて鱗片の外に出て、綿毛状の外観をなすものがある。
- 雌しべの花柱の基部が特に発達せず、素直に果実に続く。

鱗片が螺旋に配列した多数花の小穂を花茎の先端に多数つける点では、テンツキ属が比較的似ている。ただし、テンツキ属では、針状付属物がないこと、花柱の基部が幅広くなり、その部分の下で果実から脱落する点で異なっている。また、同じく鱗片が螺旋に配列した多数花の小穂をもつハリイ属は、多くのものが花茎先端に小穂を1個だけつける。また、花柱の基部が大きく膨らみ、果実の先端に残ることも異なる点である。
個々の植物については各個の項目を参照。

## 分類
世界に約200種がある。日本では30種ほどが知られており、自然雑種と思われるものある。
この属にはかなりはっきりと性質の異なる植物が含まれている。そのため、いくつかの属に分ける説もある。日本産のそれぞれの型のものの代表をあげる。それぞれの群のあとの（）内は細分属の名である。
- アブラガヤ類(クロアブラガヤ属 Scirpus)：多数のよく発達した根出葉を持ち、その中から伸びる花茎の先に多数の小穂をつける。
  - アブラガヤ　S. wichurae Boeck.
  - マツカサススキ S. mitsukurianus Makino

- ウキヤガラ類(ウキヤガラ属 Bolboschoenus)：少数の根出葉と花茎の苞葉とがある。小穂は大きくて多数～少数。
  - ウキヤガラ S. yagara Ohwi
  - コウキヤガラ S. maritimus L.

- ホタルイ類(ホタルイ属 Schoenoplectus)：苞が茎の延長のようになった、イグサに似た姿の植物。小穂は少ない。
  - ホタルイ S. hotarui Ohwi
  - ヒメホタルイ S. lineoatua Franch. et Sav.
  - カンガレイ S. triangulatus Roxb.
  - サンカクイ S. triqueter L.
  - フトイ S. tabernaemontani C. C. Gmelin

なお、この群は実際にはSchoenoplectusになり、しかしその和名はフトイ属となった。しかもその後にそれが更に分割され、ホタルイやその近縁種はScoenoplectiellaとなり、その和名はホソガタホタルイ属となってしまった。
- ミネハリイ類(ヒメワタスゲ属 Trichophorum)：高山植物。花茎の基部には鞘になった葉があり、ハリイのような姿。針状附属物は鱗片を越えて伸びる。ワタスゲに似る。
  - ミネハリイ　E. caespitosus L.
  - ヒメワタスゲ　E. hudsonianus (Michx.) Fern.

- ビャッコイ類(ビャッコイ属 Isolepis)：沈水性の水草。背の低い草で、各節から葉を出し、先端に小穂を一つつける。
  - ビャッコイ S. crassiusculus Benth.

また、タカネクロスゲはワタスゲ属(Eriophorum)に所属させられていたことがあるが、現在はこの属に含められる。細分属ではアブラガヤ属に含める。